# Chiesa di San Pietro Apostolo (Crema)
La chiesa parrocchiale di San Pietro apostolo è un luogo di culto cattolico della città di Crema, nel cosiddetto Borgo San Pietro.

## Storia

### Dalle origini al XVIII secolo

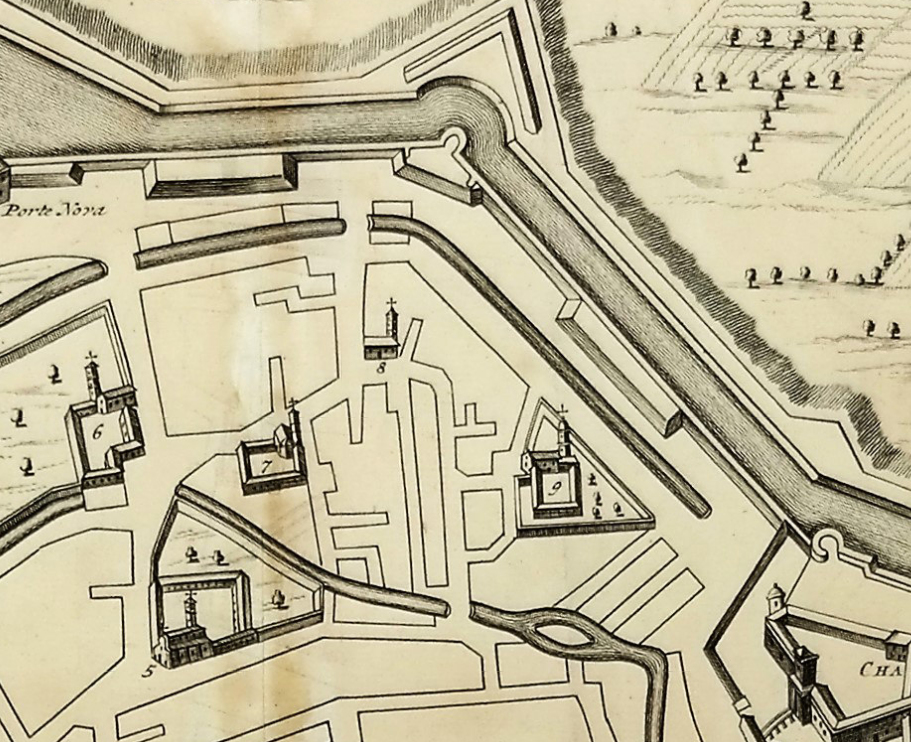
Particolare della pianta di Crema del 1708 di Pierre Mortier. La chiesa parrocchiale di San Pietro è identificata col n. 8.

La chiesa sorgeva al limite settentrionale del primitivo nucleo del Borgo, fondata verosimilmente prima dell'anno 1160 e, forse, collocata più a nord dell'attuale. Una seconda chiesa la sostituì secondo lo Zavaglio, nel 1199 quando il duomo, allora chiesa plebana, passò alla diocesi di Piacenza mentre il Borgo restò sotto quella di Cremona ed era affiancata da un cimitero.
Agli inizi del XV secolo la giurisdizione della parrocchia fu ampliata fino a Pianengo, incluso quel bosco del Novelletto presso il quale apparve la Madonna a Caterina Degli Uberti; pertanto, la chiesa fu ritenuta insufficiente e fu ampliata nel 1467 ad opera di Cabrino Concorezzi allungando la navata con i caratteristici arconi gotici che ancora la contraddistinguono. In questo secolo fu fondata la Confraternita del Santissimo Sacramento, soppressa nel 1803.
La chiesa, inizialmente, possedeva solo l'altare maggiore e un secondo altare laterale dedicato alla Madonna, ma gli atti della visita Regazzoni del 1583 ne descrivono cinque: oltre a quello maggiore, gli altari della Madonna, del Santissimo Crocifisso e del Santissimo Sacramento a sinistra, gli altari dedicati a Santa Barbara e a San Marco a destra. Il vescovo Lombardi, poco dopo la metà del Settecento, registra la seguente situazione: altari della Madonna Addolorata e del Santissimo Crocifisso a sinistra, San Giovanni evangelista e a San Francesco a destra. Nella seconda campata destra vi era stato collocato l'organo e la penitenzieria delle donne.
Pochi eventi significativi nei secoli successivi; vale la pensa segnalare lo scorporo dalla diocesi di Cremona per affidare la parrocchia alla neonata diocesi di Crema, nel 1580, l'istituzione della Confraternita del Redentore nel 1760 e la Confraternita dell’Addolorata nel 1891.

### XIX e XX secolo
Di stile neoclassico e divisa da quattro lesene ioniche che poggiavano su un altro zoccolo e sostenevano un'altra trabeazione ed un timpano triangolare. Sulla sommità erano collocate le statue di San Mauro e San Biagio, donate da Anna Crivelli in memoria del marito Carlo, ora collocate più in basso sopra due mensole. Il portale trabeato era sormontato da una finestra quadrata.
La chiesa mantenne le sue forme quattrocentesche fino al XIX secolo quando iniziarono i primi interventi di trasformazione. Si cominciò con la sostituzione dell'altare, collocandone uno nuovo in marmo grazie a un lascito di Giovanni Battista Cervieri.
Motivando necessità legate all'accrescimento della popolazione, si decise nell'Ottocento di ampliare la chiesa. Nel 1828 la facciata fu demolita e fu innalzata una nuova facciata in stile neoclassico con l'allungamento dell'aula aggiungendo una breve campata. Dieci anni dopo si intervenne sugli interni, coprendo la volta con un soffitto a crociera e, per dare luce all'interno, furono chiuse alcune finestre quattrocentesche per aprirne altre di forma quadrata. Fu sostituito anche l'altare con uno nuovo sormontato da un tempietto, di gusto tipicamente ottocentesco.
La chiesa così manomessa fu consacrata dal monsignor Giuseppe Sanguettola nel 1841 dedicandola ai santi Pietro e Paolo; negli anni successivi proseguirono i lavori con la costruzione di una nuova pavimentazione e l'elevazione di una nuova sagrestia sul luogo dell'antico cimitero.
Ulteriori interventi vennero attuati agli inizi del XX secolo, con la copertura dei semipilastri del XV secolo con del marmo bianco per trasformarli in lesene. Pietro Codebue, invece, nel 1902 decorò la volta del presbiterio.
Gli altari erano quattro con le seguenti dedicazioni: della Madonna e del Redentore a sinistra, Santa Caterina e San Mauro a destra.
Negli anni trenta per iniziativa del parroco don Giuseppe Raimondi si iniziò a valutare un ritorno all'antico stile. Il primo lavoro promosso fu la ridecorazione del presbiterio per opera di Pietro Ferrari.
Ma fu nel 1939 che furono intrapresi i lavori più importanti sotto la supervisione dell'architetto Abramo Aresi di Milano. Si cominciò a levare tutto quello che comportava impiccio al flusso dei fedeli: gli altari laterali, la cantoria dell'organo e il pulpito ligneo del 1835. Due degli altari furono “riciclati” spostandoli in due cappelle allestite lungo la parete sinistra e dedicate alla Madonna Addolorata e a San Mauro. Quindi, fu deciso di dotare la chiesa di un'abside semicircolare; durante l'abbattimento della parete piana di fondo vennero alla luce i segni di una primitiva antica abside; per la decorazione del catino fu chiamato Pietro Servalli. Con la costruzione dell'abside si creò così uno spazio ove collocare il nuovo organo rifatto dalla ditta Tamburini riutilizzando il materiale del precedente organo Benzi e Francheschini del 1915, mentre l'altare fu retratto. Furono tolte anche le sovrastrutture che coprivano le semicolonne quattrocentesche, mentre il soffitto posticcio fu levato alcuni dopo, nel 1962, per mancanza del denaro necessario.
Si provvide a una leggera decorazione interna mentre sulle pareti esterne furono aperti quattro oculi e furono tamponate le finestre ottocentesche.
L'anno successivo, il 1940, si provvedeva a coprire la facciata neoclassica con un paravento in cotto.
Ulteriori interventi furono effettuati nel 1958 con la posa di un zoccolo in travertino e l'eliminazione del già citato soffitto posticcio del 1962 che ha rimesso in luce la volta antica ricoperta poi con travi in legno.
Nel biennio 1981-1982 si metteva mano a un generale restauro che eliminava lo zoccolo in travertino e la balaustra attorno al presbiterio, sostituiva il pavimento con l'attuale in cotto, riportava a vista gli arconi gotici e ripristinava tre monofore antiche; infine, fu eseguita una nuova tinteggiatura e venne installato un nuovo altare in accordo ai dettami conciliari in marmo di Verona opera dello scultore Mario Toffetti.
Nell'anno 2007 monsignor Oscar Cantoni istituiva l'unione pastorale della parrocchia di San Pietro con quella cittadina di San Benedetto abate.

## Caratteristiche

### Gli esterni
La chiesa si affaccia lungo via Borgo San Pietro e porge un fianco a via San Bernardo.

#### La facciata
La facciata attuale risponde all'intervento del 1940 volto a nascondere la soluzione neoclassica ritenuta poco adatta alle origini antiche della chiesa. È totalmente in cotto, divisa in tre settori dei quali quello centrale “a capanna” contiene una arcone a tutto sesto che contiene al suo interno tre finestre rettangolari e il portale; quest'ultimo è incorniciato con marmo verde di Verona e mostra sull'architrave la scritta PAX CHRISTI. I due settori laterali sono caratterizzati dalla presenza di due statue collocate su mensole che rappresentano San Mauro a sinistra e San Biagio a destra; sono in granito bianco, risalgono al 1833 ed erano collocate inizialmente alla sommità della facciata ottocentesca.

#### La parete sud e il campanile

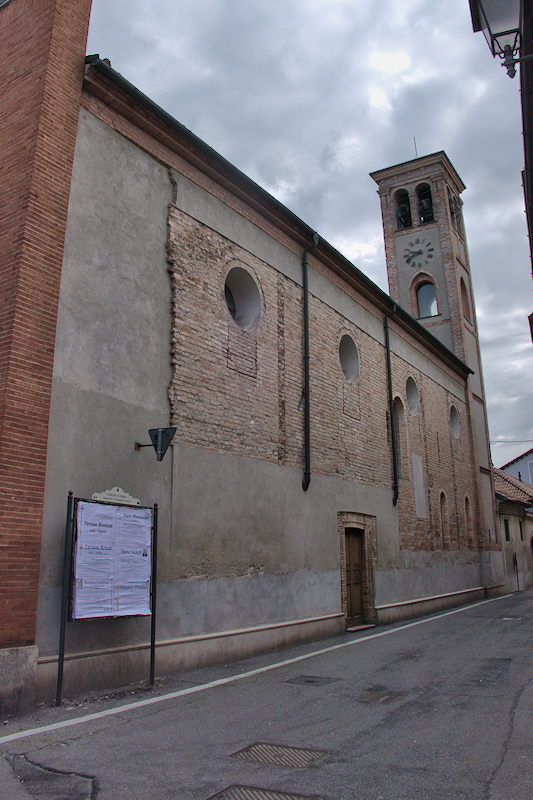
La parete meridionale e il campanile

La parete sud è in parte stata riportata al mattone a vista. Nelle campate sono scandite dalle tracce di antiche lesene e all'interno di ogni campata vi si aprono quattro oculi circolari che sovrastano le tamponature delle finestre aperte nell'Ottocento. Nelle prime tre campate dal fondo si aprono anche delle monofore in stile romanico, probabile indizio di una parete precedente al rifacimento quattrocentesco. A fianco del portale laterale si nota un brano in cotto trecentesco di una più antica apertura.
Il campanile a base quadrata di circa tre metri per lato è alto 22 metri, caratterizzato da cinque ordini divisi da cornici in cotto e pilastri angolari che terminano nel sottogronda con capitelli toscani. Le finestre in cotto a sesto rialzato del quarto livello sono state riaperte durante i restauri del 1980; il quinto livello è diviso a metà in due riquadri con l'eccezione di quello ovest che contiene l'orologio. La parte finale con semplici bifore potrebbe essere frutto di una sopraelevazione quattrocentesca e contiene il concerto di campane fuso dalla ditta Crespi nel 1887. Semplice il tetto a quattro spioventi con falde in coppi.

### L'interno

#### L'aula

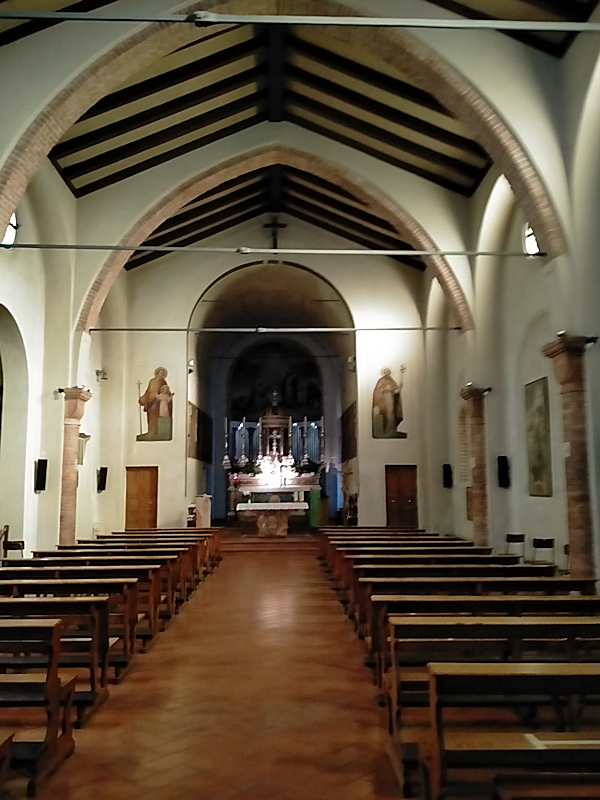
L'aula

L'interno è ad aula unica con quattro campate originarie, più la breve campata frutto dell'ampliamento ottocentesco. Le divisioni delle campate sono caratterizzate da grandi arconi gotici che ricordano l'interno della ex chiesa di San Domenico e poggiano su semicolonne in cotto con capitello cubico. Il soffitto è a travetti di legno e mattoni ricoperti in stucco bianco.

#### La parete sinistra
La prima campata della parete sinistra ha una parete piana alla quale è collocata una mensola in legno sulla quale è appoggiata la statua del Redentore; collocata inizialmente sotto la mensa dell'altare della Madonna Addolorata, si tratta di una statua di legno policromo donata dal conte Angelo Griffoni di Sant'Angelo nel corso del XIX secolo e attribuita a una generica bottega cremasca della fine del Quattrocento o del Cinquecento.
Alla seconda campata un arco tutto sesto si apre sulla cappella della Madonna Addolorata, così come allestita dopo gli interventi degli anni 1939-1940; vi si colloca un altare con paliotto in marmo verde e croce in marmo bianco; all'interno dell'alzato è collocata la statua in legno policromo che raffigura l'Addolorata, donata da monsignor Andrea Cappellazzi, opera dello scultore Severino Cavalletti e inaugurata nell'anno 1891. La volta è coperta a mosaico e alle pareti rivestite di marmo sono appese due tele: la Visitazione di Maria a Elisabetta è del 1575 di Carlo Antonio Barbelli; Santa Caterina d'Alessandria è un'opera di Mauro Picenardi del 1780, un tempo pala d'altare della fraglia dei mugnai, forse in relazione ai numerosi mulini presenti lungo la roggia Fontana in Borgo San Pietro, lungo l'odierna via Luigi Griffini.
La terza cappella, allestita nel 1818 è ora dedicata a San Mauro, è uguale alla precedente ma senza il rivestimento a mosaico della volta. Alla parete è addossato un altare in marmi policromi con paliotto intarsiato. Sopra, nell'alzato, è collocata la statua dedicata a San Mauro, opera dello scultore bergamasco Luigi Chiesa del 1876. Anche alle pareti di questa cappella sono appese due tele: si tratta del Trasporto della casa di Loreto, opera di autore ignoto e risalente al XVII secolo; la seconda tela raffigura la Consegna delle chiavi a San Pietro, pure di autore anonimo (forse Vittoriano Urbino, secondo Maria Verga Bandirali), risalente del XVI secolo.
La quarta campata ha solo una parete senza decorazioni né opere d'arte.

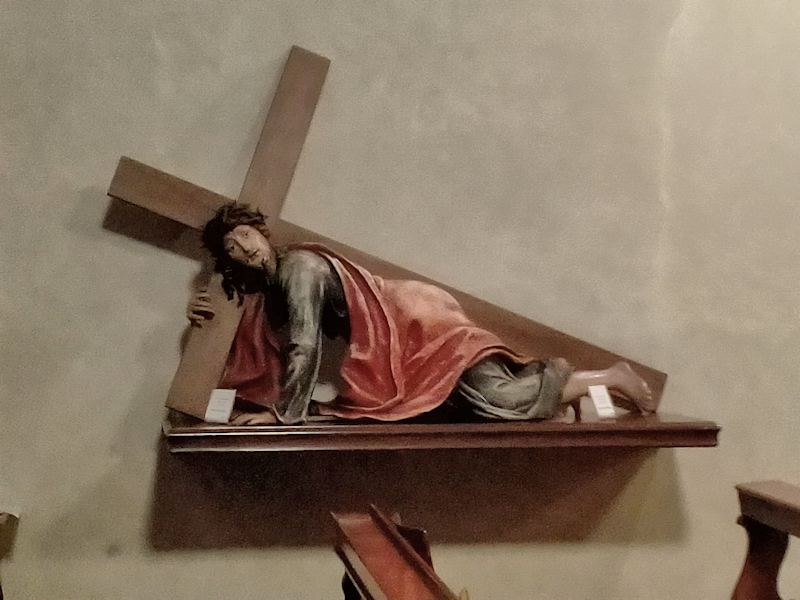
La statua del Redentore, opera in legno policromo della fine del XV secolo
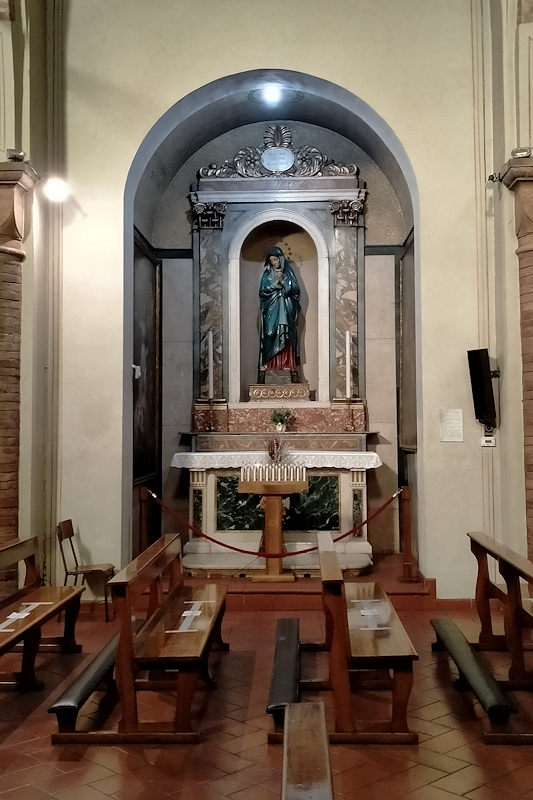
L'altare della Madonna addolorata
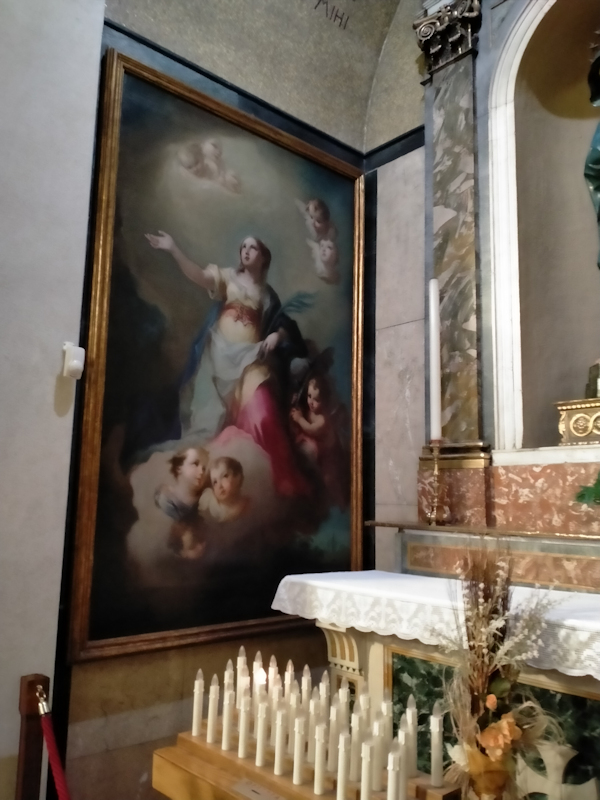
Mauro Picenardi, Santa Caterina d'Alessandria, olio su tela, 1780
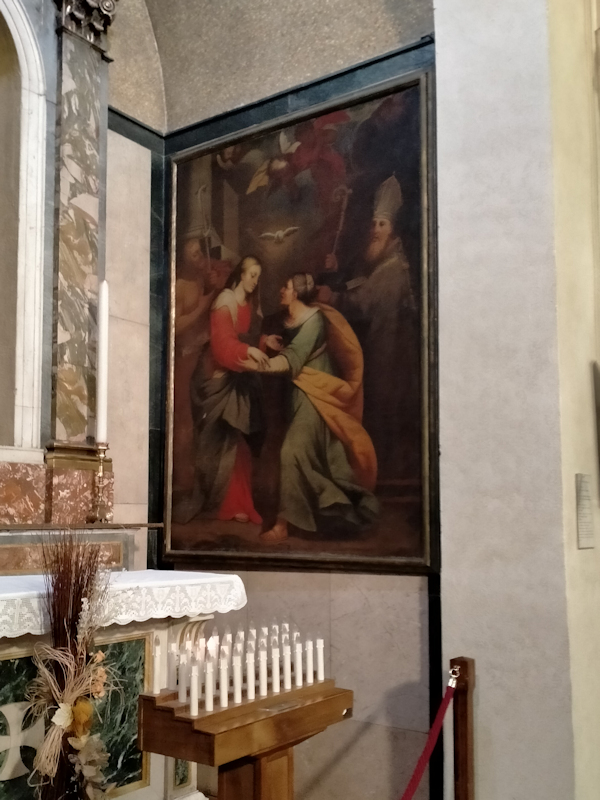
Carlo Antonio Barbelli, La Visitazione di Maria a Elisabetta, olio su tela, 1675
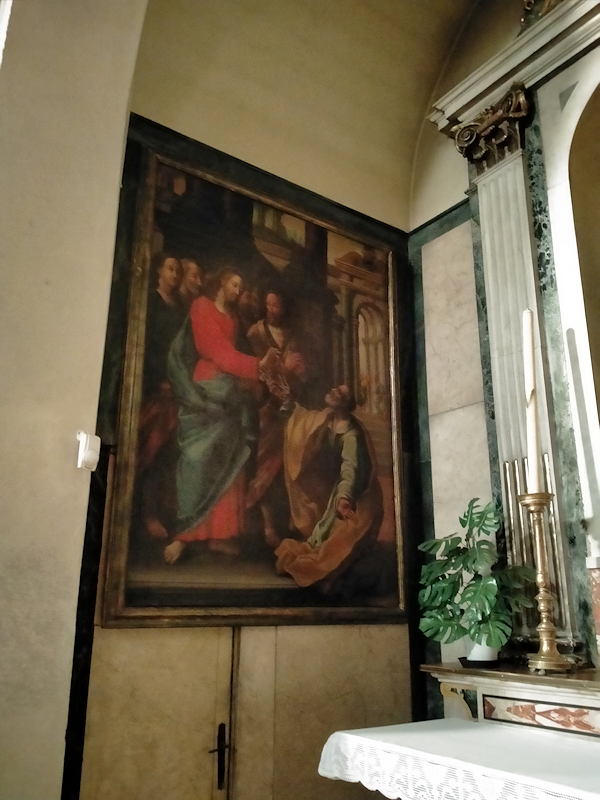
Autore ignoto di scuola lombarda, La consegna delle chiavi a Pietro, olio su tela, XVI secolo
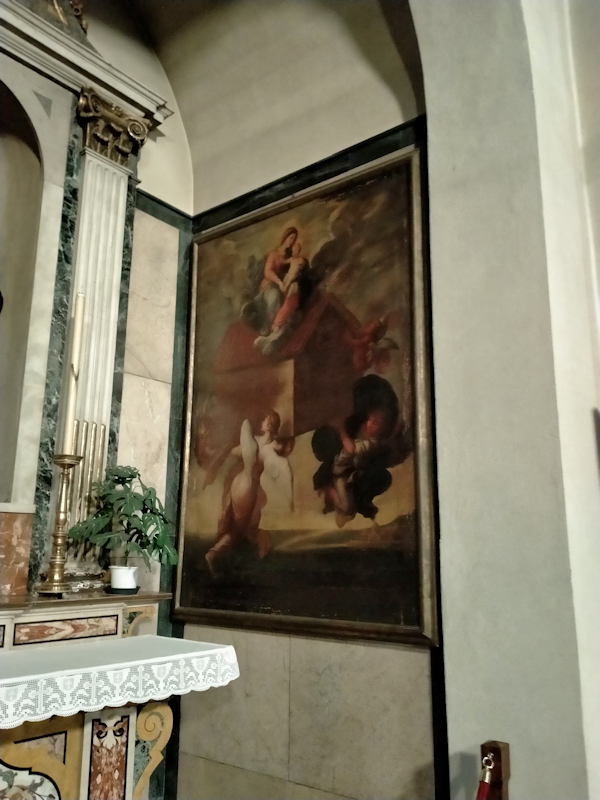
Autore ignoto di scuola lombarda, Il trasporto della casa di Loreto, olio su tela, XVIII secolo.

#### La parete destra
Il fonte battesimale fu collocato alla prima navata destra nel 1980 e posto su un piano pavimento lievemente più basso di quello dell'aula; è in marmo e risale al XVIII secolo. Alla parete, sopra, è appeso un bassorilievo in terracotta, il Battesimo di Gesù, opera di Maurizio Zurla del 1987.
Dopo la seconda campata, che contiene la bussola dell'ingresso laterale, alla terza è stato posto un affresco strappato che raffigura San Francesco proveniente da un ambiente della casa parrocchiale un tempo concesso alla Confraternita dei disciplini di San Biagio.
Altri affreschi strappati e qui collocati dopo i restauri del 1939-1940 si trovano alla quarta campata. Si tratta dei resti di un polittico e di una Madonna con il bambino proveniente dalla cantoria sopra l'ingresso secondario.

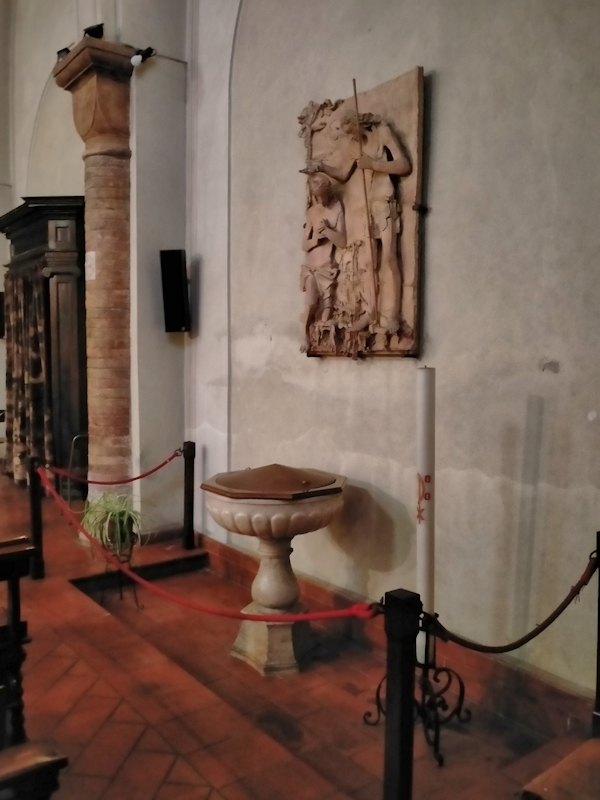
Il fonte battesimale
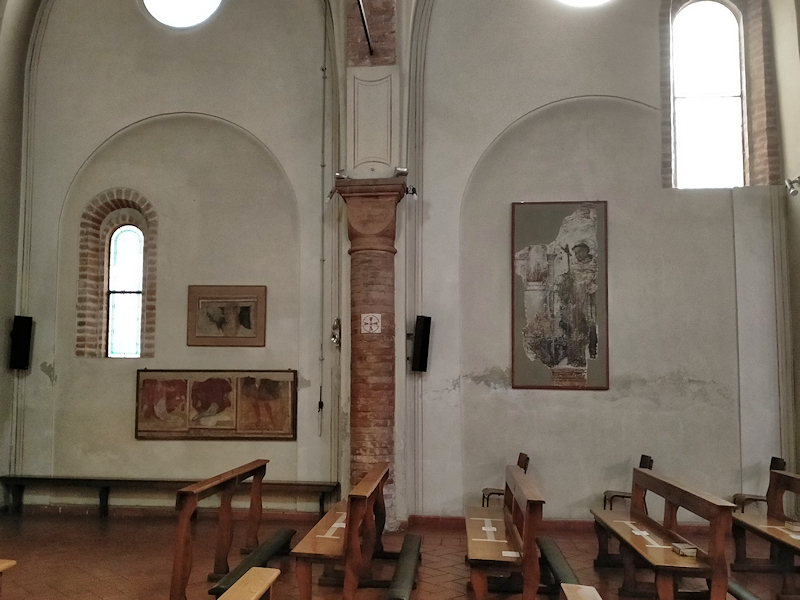
Le due campate con gli affreschi strappati

#### Il presbiterio

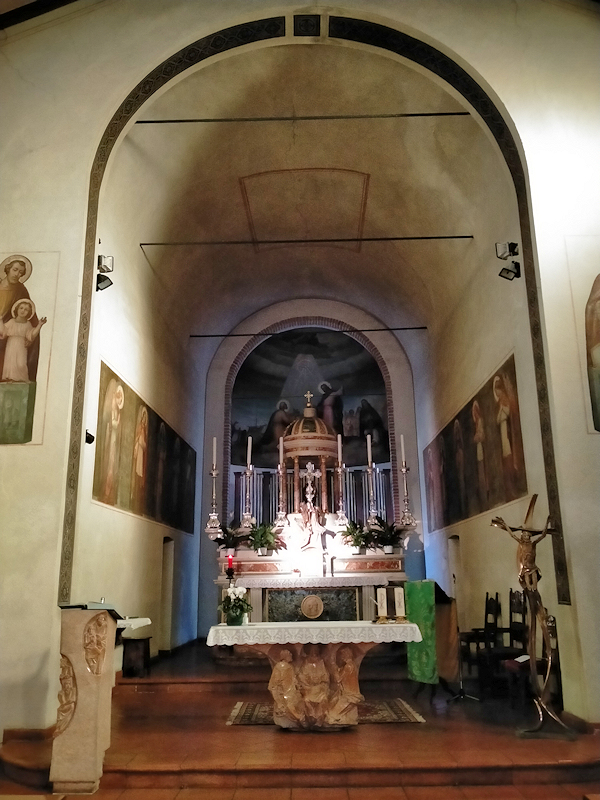
Il presbiterio.

All'area presbiterale si accede attraverso un'apertura con arco trionfale romanico; agli arcosoli sono stati dipinte le immagini di San Biagio e San Giuseppe con il Bambino, opere realizzate durante i restauri del 1939-1940 da Pietro Servalli. Lo stesso Servalli è autore delle due serie di cinque angeli ciascuna dipinte sulle pareti del presbiterio.
L'altare maggiore è un'opera dello scultore Mario Toffetti realizzato nel 1982 assieme alla croce astile e al tabernacolo. Più arretrato il vecchio altare del 1818 in marmi policromi.
Sul fondo del presbiterio si apre l'abside semicircolare, dove è stato spostato l'organo; il dipinto del catino è pure opera del Servalli con La consegna della chiavi a San Pietro.
L'organo fu realizzato dalla Pontificia Fabbrica d’Organi Giovanni Tamburini nel 1939 riutilizzando parti del precedente organo Benzi e Franceschini del 1915. Disposizione fonica: due tastiere di 58 tasti (Do1-La5), pedaliera concavo-radiale di 30 pedali (Do1-Fa3). Diciassette registri con comando a placchetta. Somiere a pistoni per il Grand’Organo e a bacchette per l’organo Espressivo; trasmissione elettrica. La stessa ditta Tamburini operò un restauro, con la sostituzione di alcune canne, nel 1992.

#### La controfacciata

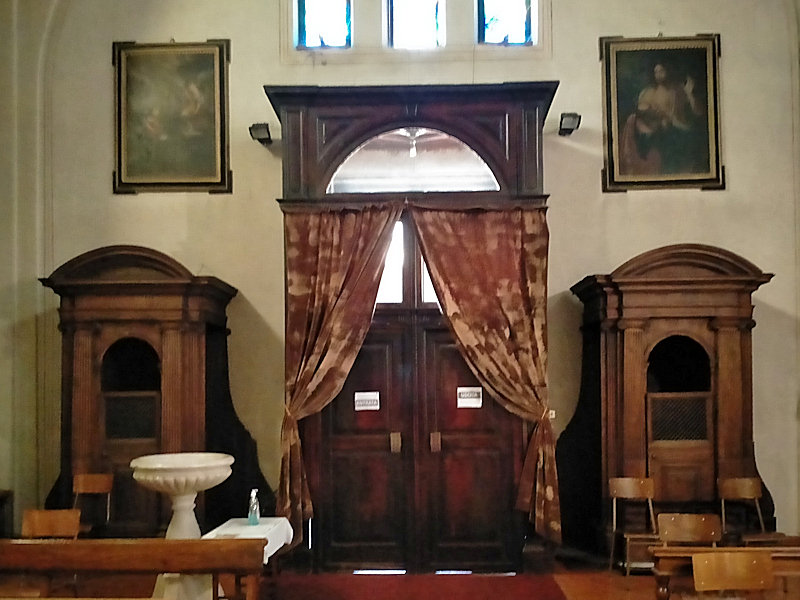
La controfacciata

Sopra i due confessionali in legno di noce del 1843 sono appese le tele che raffigurano l'Annunciazione (XVIII secolo) e L'incredulità di Tommaso (XVII secolo), entrambe di autore ignoto.

### Altre opere
La tela del Battesimo di Gesù, sostituita dal bassorilievo di Zurla, forse del XVIII secolo, è ora collocata in sagrestia. Qui vi si trova anche un'altra tela di anonimo autore, risalente al XIX secolo che raffigura Sant'Antonio da Padova.